# On a Night Like This Tour
On a Night Like This je šesta koncertna turneja avstralske pevke Kylie Minogue. Turnejo, ki se je pričela marca 2001, so organizirali v sklopu promocije njenega sedmega glasbenega albuma Light Years. Ko je Kylie Minogue pritegnila svetovno pozornost s svojim nastopom na poletnih Olimpijskih igrah leta 2001 in kmalu zatem še na Paraolimpijskih igrah v Sydneyju, je izkoristila priložnost in pričela načrtovati novo turnejo. Postala je najbolje prodajana turneja v njeni karieri. Vstopnice so pričeli prodajati novembra tistega leta in še isti mesec je bilo več kot ducat koncertov razprodanih, s čimer je Kylie Minogue postala ena od najbolje prodajanih nastopajočih glasbenikov tistega leta. Prvi koncert v sklopu turneje, koncert v Dublinu, Irska 1. marca, so morali odpovedati zaradi neviht, ki so Kylie Minogue preprečile, da bi pripotovala v državo.

## Ozadje
Kylie Minogue so za turnejo navdihnile razne Broadwayske predstave, kot je 42nd Street, in filmi, kot so Anchors Aweigh in South Pacific ter muzikali Ginger Rogers in Freda Astairea iz tridesetih. Turneja je vključevala tudi elemente iz nastopov Bette Midler, ki jo je opisala kot svojo »junakinjo«, v živo. Koreografijo vseh točk je ustvaril Luca Tommassini. Med nastopi so v ozadju prikazovali najrazličnejše podobe, na primer ocean, New York City v noči in pohištvo v vesoljski ladji. Kylie Minogue so pohvalili za njeno novo gradivo in nove interpretacije njenih starih uspešnic, kot je mešanica njenih pesmi »I Should Be So Lucky« in »Better the Devil You Know«.

## Spremljevalni glasbeniki
- Chakradiva (Avstralija)

## Seznam pesmi
1. »Loveboat«
2. »Kookachoo«
3. »Hand on Your Heart«
4. »Put Yourself in My Place«
5. »On a Night Like This«
6. Mešano:
  1.  »Step Back in Time«
  2.  »Never Too Late"
  3.  »Wouldn't Change a Thing«
  4.  »Turn It into Love«
  5.  »Celebration«
7. »Can't Get You Out of My Head«
8. »Your Disco Needs You"
9. »I Should Be So Lucky«
10. »Better the Devil You Know«
11. »So Now Goodbye«
12. »Physical«
13. »Butterfly«
14. »Confide in Me«
15. »Kids«
16. »Shocked«

Dodatne pesmi
1. »Light Years«
2. »What Do I Have to Do«
3. »Spinning Around«

## Datumi koncertov
| Datum          | Mesto       | Država     | Prizorišče                 |
| -------------- | ----------- | ---------- | -------------------------- |
| Evropa         |             |            |                            |
| 3. marec 2001  | Glasgow     | Škotska    | Clyde Auditorium           |
| 4. marec 2001  | Glasgow     | Škotska    | Clyde Auditorium           |
| 5. marec 2001  | Glasgow     | Škotska    | Clyde Auditorium           |
| 7. marec 2001  | Manchester  | Anglija    | Manchester Apollo          |
| 8. marec 2001  | Manchester  | Anglija    | Manchester Apollo          |
| 9. marec 2001  | Manchester  | Anglija    | Manchester Apollo          |
| 10. marec 2001 | Manchester  | Anglija    | Manchester Apollo          |
| 12. marec 2001 | Brighton    | Anglija    | Center Brighton            |
| 13. marec 2001 | Brighton    | Anglija    | Center Brighton            |
| 14. marec 2001 | Cardiff     | Wales      | Mednarodna arena Cardiff   |
| 15. marec 2001 | Bournemouth | Anglija    | Windsor Hall               |
| 17. marec 2001 | London      | Anglija    | Hammersmith Apollo         |
| 18. marec 2001 | London      | Anglija    | Hammersmith Apollo         |
| 19. marec 2001 | London      | Anglija    | Hammersmith Apollo         |
| 20. marec 2001 | London      | Anglija    | Hammersmith Apollo         |
| 23. marec 2001 | Copenhagen  | Danska     | Vega Musikkens Hus         |
| 25. marec 2001 | Berlin      | Nemčija    | Columbiahalle              |
| 26. marec 2001 | Hamburg     | Nemčija    | Große Freiheit 36          |
| 27. marec 2001 | Cologne     | Nemčija    | E-Werk                     |
| 28. marec 2001 | Pariz       | Francija   | Bataclan                   |
| 30. marec 2001 | London      | Anglija    | Hammersmith Apollo         |
| 31. marec 2001 | London      | Anglija    | Hammersmith Apollo         |
| 1. april 2001  | London      | Anglija    | Hammersmith Apollo         |
| Avstralija     |             |            |                            |
| 14. april 2001 | Brisbane    | Avstralija | Zabaviščni center Brisbane |
| 16. april 2001 | Sydney      | Avstralija | Zabaviščni center Sydney   |
| 17. april 2001 | Sydney      | Avstralija | Zabaviščni center Sydney   |
| 18. april 2001 | Sydney      | Avstralija | Zabaviščni center Sydney   |
| 19. april 2001 | Sydney      | Avstralija | Zabaviščni center Sydney   |
| 21. april 2001 | Hobart      | Avstralija | Zabaviščni center Derwent  |
| 23. april 2001 | Melbourne   | Avstralija | Arena Rod Laver            |
| 24. april 2001 | Melbourne   | Avstralija | Arena Rod Laver            |
| 25. april 2001 | Adelaide    | Avstralija | Zabaviščni center Adelaide |
| 26. april 2001 | Adelaide    | Avstralija | Zabaviščni center Adelaide |
| 28. april 2001 | Perth       | Avstralija | Zabaviščni center Perth    |
| 30. april 2001 | Perth       | Avstralija | Zabaviščni center Perth    |
| 3. maj 2001    | Melbourne   | Avstralija | Arena Rod Laver            |
| 5. maj 2001    | Melbourne   | Avstralija | Arena Rod Laver            |
| 6. maj 2001    | Melbourne   | Avstralija | Arena Rod Laver            |
| 7. maj 2001    | Melbourne   | Avstralija | Arena Rod Laver            |
| 9. maj 2001    | Sydney      | Avstralija | Zabaviščni center Sydney   |
| 10. maj 2001   | Sydney      | Avstralija | Zabaviščni center Sydney   |
| 11. maj 2001   | Sydney      | Avstralija | Zabaviščni center Sydney   |
| 12. maj 2001   | Sydney      | Avstralija | Zabaviščni center Sydney   |
| 13. maj 2001   | Sydney      | Avstralija | Zabaviščni center Sydney   |
| 14. maj 2001   | Sydney      | Avstralija | Zabaviščni center Sydney   |
| 15. maj 2001   | Sydney      | Avstralija | Zabaviščni center Sydney   |

## DVD
Nastop Kylie Minogue v Sydneyju, Avstralija 11. maja 2001 so izdali preko DVD-ja z naslovom Live in Sydney. DVD so izdali 1. oktobra 2001 v Združenem kraljestvu, 15. oktobra tistega leta pa še v Avstraliji.
DVD vključuje ekskluzivno fotomontažo koncerta, pokaže, katere kostume so med koncertom nosili spremljevalni plesalci in potegavščino, v kateri so prestrašili Kylie Minogue, naslovljeno »Se bo Kylie zlomila«.

## Ostali ustvarjalci
Producenti: Darenote Ltd., Kimberly Ltd. in Tarcoola Touring Company Ltd.

Nastopajoča: Kylie Minogue

Menedžer: Terry Blamey

Kreativni vodja: Willian Baker

Koreograf: Luca Tommassini

Koreografova asistentka: Germana Bonaparte

Menedžer turneje: Sean Fitzpatrick

Menedžer produkcije: Steve Martin

Glasbeni režiser: Andrew Small

Glasbeni producent: Steve Anderson

Koordinator turneje: Tanya Slater

Asistent: Leanne Woolrich

Garderoba: Julien Macdonald in Pamela Blundell

Stilist: William Baker

Čevlji: Manolo Blahnik

## Glasbena skupina
Bobni: Andrew Small

Tolkala: James Mack

Sintetizator: Steve Turner

Kitara: James Hayto

Bas kitara: Chris Brown

Spremljevalni vokali: Lurine Cato in Sherina White

Plesalci: Milena Mancini, Federica Catalano, Veronica Peparini, Tony Bongiorno, Paolo Sabatini, Ginaluca Frezzato, Christian Scionte in Germana Bonaparte